# Tmesisternus cupreosignatus
Tmesisternus cupreosignatus är en skalbaggsart som beskrevs av Aurivillius 1907. Tmesisternus cupreosignatus ingår i släktet Tmesisternus och familjen långhorningar. Inga underarter finns listade i Catalogue of Life.